# تغییرات اقلیمی در انگلستان
تغییر اقلیمی روی محیط‌زیست و جمعیت انسانی در انگلستان (UK) تاثیرگذار است. آب و هوای این کشور در حال گرم شدن است و تابستان‌های خشک‌تر و زمستان‌های پربارش‌تری را تجربه می‌کند. تعداد دفعات و شدت طوفان‌ها، سیلاب‌ها، خشکسالی‌ها، و موج‌های حرارتی در حال افزایش است و بالا آمدن سطح آب دریاها روی مناطق ساحلی تاثیرگذار است. انگلستان نیز در تغییر اقلیم مشارکت دارد و نسبت به میانگین جهانی مقدار بیشتری گاز گلخانه‌ای را به ازای هر فرد منتشر می‌کند. تغییر اقلیمی دارای اثرات اقتصادی در انگلستان است و خطراتی را برای سلامت انسان‌ها و اکوسیستم به دنبال دارد.
دولت متعهد شده است که تا سال 2025 انتشار این گازها را به 50% میزان آن در سال 1990 برساند و این مقدار در سال 2050 به صفر برسد. در سال 2020، انگلستان در توافقنامه پاریس متعهد شد که میزان این انتشارات را تا سال 2030 68% کاهش دهد. این کشور تا سال 2024 زغال‌سنگ را به طور کامل حذف خواهد کرد. پارلمان این کشور قوانینی را در رابطه با تغییرات اقلیمی در سال 2006 تا 2008 وضع کرد. مورد دوم اولین زمانی را نشان می‌دهد که یک دولت به شکل قانونی به کاهش انتشار گازهای گلخانه‌ای مکلف شده است. برنامه تغییر اقلیم انگلستان در سال 2000 بنا گذاشت شد و کمیته مشارکت سیاسی در تغییر اقلیم را در جهت هدف‌های کاهشی تهیه کرد. در سال 2019، پارلمان وضعیت اضطراری تغییر اقلیمی را اعلام کرد. همکاری بین‌المللی انگلستان در زمینه تغییرات اقلیمی برجسته بوده است، که این کار از طریق کنفرانس‌های سازمان ملل متحد و در طی عضویت آن در اتحادیه اروپا انجام می‌شد.

## انتشارات گاز گلخانه‌ای
در سال 2020، انتشارات گازهای گخانه‌ای (GHG) در انگلستان (UK) اندکی بیشتر از 400 میلیون تن (Mt) معادل دی‌اکسید کربن (C2e) بوده است که از این میزان حدود 320 میلیون تن CO2 بوده است. دولت تخمین می‌زند که میزان این انتشارات در سال 2021 با کمتر شدن محدودیت‌های کووید 19 حدود 6% افزایش پیدا کند، در حدود نیمی از این افزایش به دلیل حمل و نقل جاده‌ای بیش از حد است. انگلستان در حدود 3% از CO2 مربوط به غعالیت‌های انسانی را با نرخ کمتر از 1% به محیط منتشر کرده است و این در حالی است که جمعیت آن کمتر از 1% است.

## تاثیر روی محیط‌زیست طبیعی

### رخدادهای آب و هوایی شدید
دفتر Met اعلام کرده است که در اثر تغییرات اقلیمی، رخدادهای آب و هوایی شدید و گاه به گاه، انگلستان را تحت تاثیر قرار خواهد داد.

#### سیلاب‌‌ها:
به دلیل فزایش بارش باران از زمستان‌های گرم‌تر و مرطوب‌تر، انتظار می‌رود که سیلاب‌های بیشتری نیز رخ دهد. یک نقشه ارتباطی از دولت انگلستان، مناطقی را نشان می‌دهد که در خطر سیلاب هستند را نشان می‌دهد.

#### موج‌‌های گرمایی
موج‌های گرمایی روز به روز شدیدتر می‌شوند و به دلیل شرایط آب و هوایی احتمال رخداد آن‌ها نیز بیشتر شده است. در میان ده روزی که در UK دارای بیشترین درجه حرارت هوا بوده‌اند، نه تا از آن‌ها در حدفاصل سال‌های 1990 و 2022 ثبت شده‌اند. موج گرمایی سال 2022 منجر به اولین هشدار قرمز گرمایش حرارتی شدید در کشور شده است که نوعی از بحران ملی را ایجاد کرده، و منجر به آتش‌سوزی‌های جنگلی و آسیب به زیرساخت‌های گسترده شده است.

### افزایش سطح آب دریا
در حدفاصل سال‌های 1900 تا 2022، سطح آب دریاهای انگلستان cm 5/16 (in 5/6) افزایش یافته است. نرخ افزایش در حدفاصل اوایل قرن 20 و اوایل قرن 21 بیش از دو برابر بوده و به mm 2/5-3 در سال رسیده است. در سال 2050، پیش‌بینی می‌شود که در حدود یک سوم از از ساحل انگلستان تحت تاثیر قرار گیرد و نیاز باشد که حدود 200000 خانه تخلیه شوند. بیشترین مناطقی که تحت تاثیر قرار می‌گیرند جنوب غربی، شمال غربی، و آنجیلای شرقی خواهند بود.